# Gregorio Martínez Sacristán
Gregorio Martínez Sacristán (Villarejo de Salvanés, Comunidad de Madrid, 29 de diciembre de 1946-Zamora, 20 de septiembre de 2019) fue un sacerdote católico español, obispo de Zamora desde 2007 hasta su fallecimiento.

## Biografía

### Primeros años y formación
Aunque nació en un pueblo (Villarejo de Salvanés) hoy enmarcado en la diócesis de Alcalá de Henares en sus tiempos era dependiente de la diócesis de Madrid-Alcalá.
Cursó estudios eclesiásticos en el Seminario Mayor de Madrid. 

### Sacerdocio
Recibió la ordenación sacerdotal el 20 de mayo de 1971, y quedó incardinado en la archidiócesis de Madrid. Entre los años 1974 y 1976 estudió en el Instituto Católico de París, donde obtuvo la licenciatura en Teología con especialización en Catequética.
Tras ello fue coadjutor y colaborador en diversas parroquias madrileñas, director del Instituto de Teología a distancia de Madrid, delegado diocesano de Catequesis y profesor de Catequética.

## Episcopado

### Obispo de Zamora
El 15 de diciembre de 2006 el papa Benedicto XVI lo nombró obispo de Zamora. La toma de posesión tuvo lugar en la catedral de Zamora el 4 de febrero de 2007, con asistencia de numerosas autoridades eclesiásticas, como 35 obispos de España y Portugal.
Por razón de su cargo, presidió la Real Cofradía de Caballeros Cubicularios de Zamora.
El 25 de julio de 2016 erigió canónicamente la cofradía de la Virgen de la Saleta.

### Fallecimiento
Falleció a los 72 años.